# Seeburg
Pour les articles homonymes, voir Seeburg (Basse-Saxe), Château de Seeburg et Jeziorany.

Logo après le rachat de Seeburg par Stern Electronics.

Seeburg Corporation était une société américaine de conception et de fabrication de matériel musical automatisé, comme des pianos, des orchestrions, des juke-box ainsi que des pièces détachées de distributeurs automatiques. L'entreprise est créée en 1902 par Justus P. Seeburg. L'entreprise, forte de son expansion (rachat d'entreprise), devient un des leaders du marché des juke-box. Seeburg rachète Williams Electronic Manufacturing Company en 1964. Seeburg fait faillite en 1979, puis est racheté par Stern Electronics (Stren Seeburg). Au moment de la faillite en 1980, Louis Nicastro sépare Williams Electronics dont il devient président. En 1984, Stern Electronics fait faillite, et revend Seeburg qui disparaît,.

## Historique

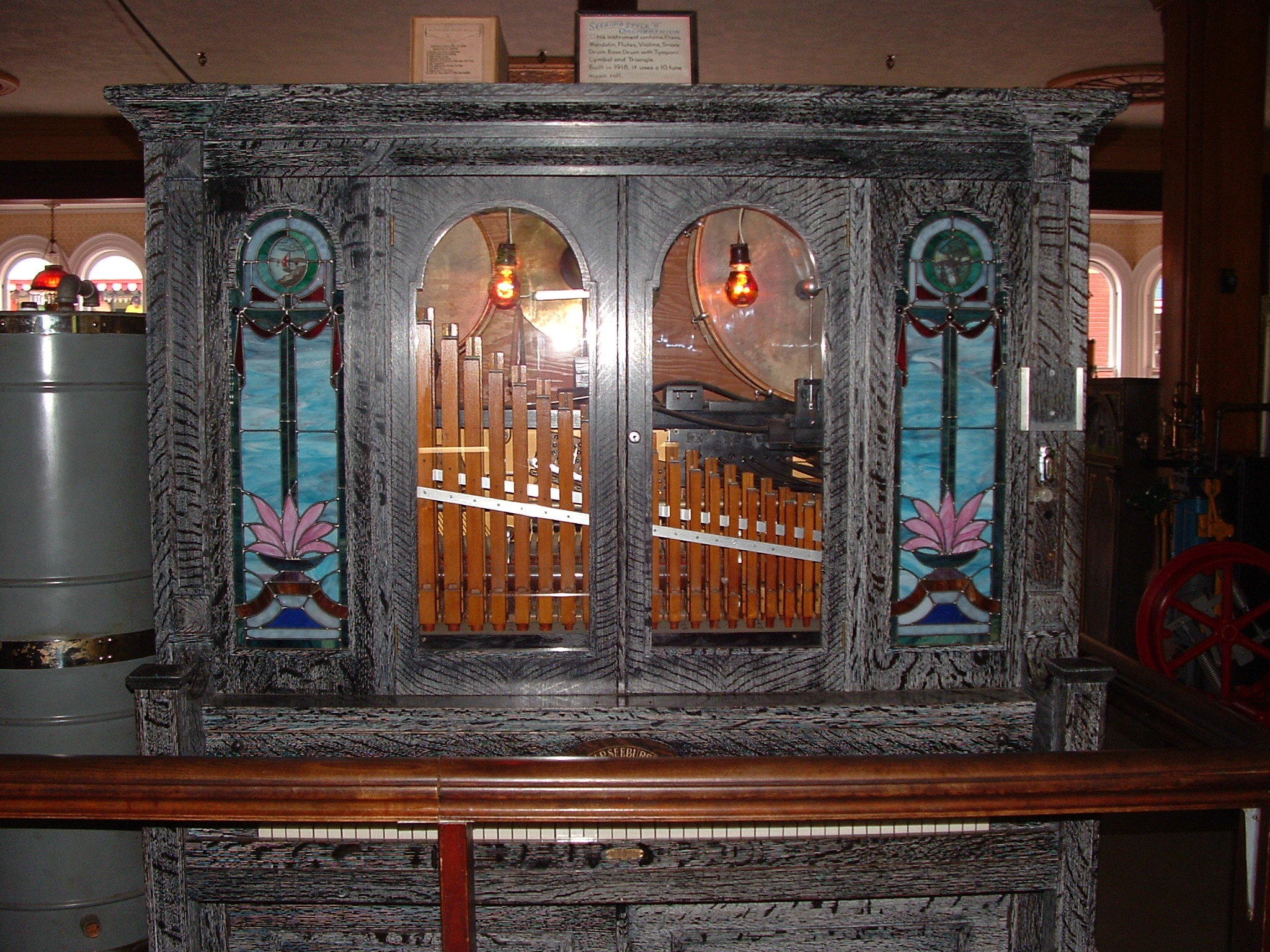
Seeburg Orchestrion

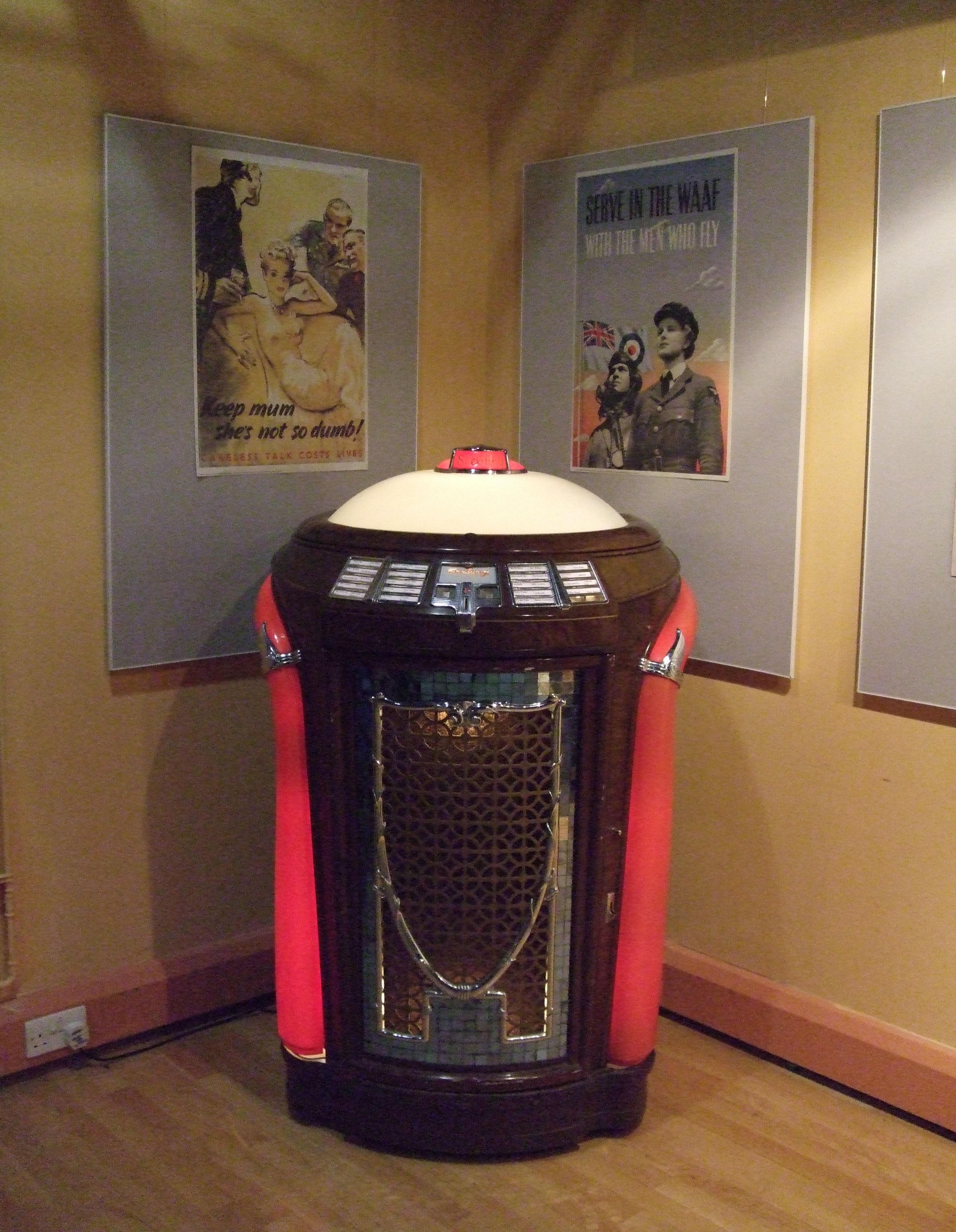
Jukebox Seeburg

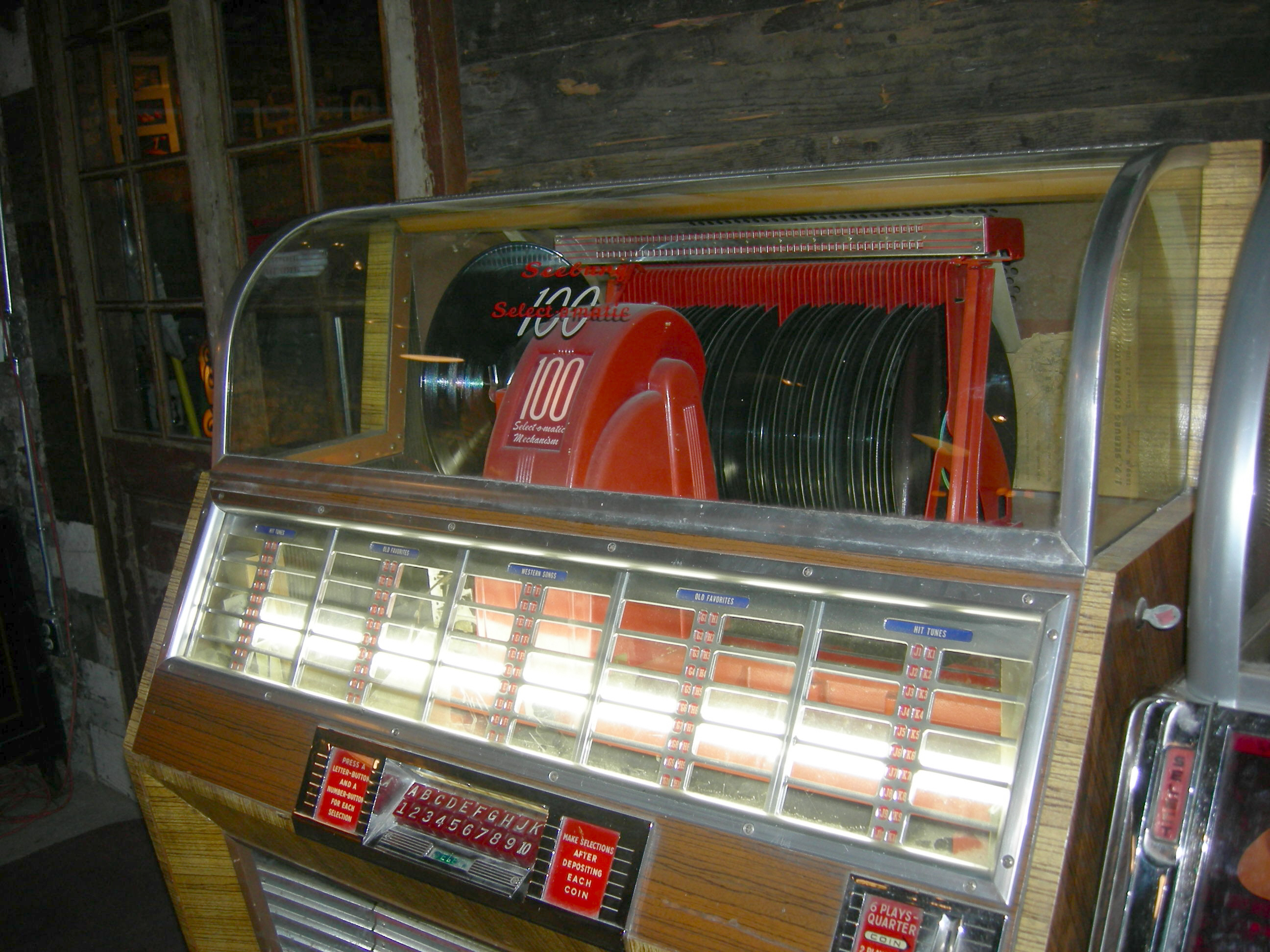
Jukebox Seeburg

Cette société a été fondée par le Suédois Justus P. Sjöberg, jeune diplômé de l'université Chalmers originaire de Göteborg. Sjöberg émigre aux États-Unis et anglicise son nom.
Seeburg Corporation est créé par Justus P. Seeburg en 1902 et son activité est la production et commercialisation de machines musicales automatisées.
En 1910, Seeburg produit le Seeburg « Orchestrion ».
Dans les années 1920, Seeburg officie dans le domaine des pianos mécaniques et produit plusieurs machines avec monnayeur, comme un phonographe (sans choix de chanson possible), deux versions de Audiophone qui permettait de choisir entre 8 chansons[réf. nécessaire].
Dans les années 1930, Seeburg commercialise des pièces détachées de monnayeur pour diverses machines. Wilcox est un phonographe commercialisé en 1934 qui permet de choisir parmi 10 disque installé verticalement. En 1936, Seeburg créé son premier jeu Ray-O-Lite. À partir de 1938 Seeburg arrête la production de pianos et se centre sur les juke-box. En 1939, Seeburg lance son premier juke-box avec monnayeur. Lorsque la société se lance dans la fabrication de juke-boxes, les disques sont des 78 tours et cela ne permet d'installer qu'un nombre réduit d'enregistrements sur une machine. Avec le juke box Seeburg model M100A, le nombre de disques est porté à 50 (face A et B) soit un total de 100 morceaux, une révolution pour l'époque. 
Pendant les années 1940, Seeburg se reconvertit et produits des pièces électroniques pour l'armée américaine. À la fin de la décennie, l'entreprise se lance dans les phonographes avec monnayeur, lance le 100A puis le 100B et se bat notamment sur le marché avec Wurlitzer. Seeburg représente 70 % du marché et garde ce rapport pendant 20 ans.
Les années 1950 voient le lancement de plusieurs juke-box de plus en plus perfectionnés. En 1954, Seeburg produit le jeu d'arcade de tir au pistolet Coon Hunt. En 1956, la famille Seeburg revend le groupe à l'entreprise Fort Pitt Industries dirigé par Delbert Coleman. En 1958, Seeburg obtient les droits de production de distributeurs de cigarettes. En 1959, Seeburg achète Burt Mills Manufacturing Co., et produit des distributeurs de café chaud. En 1959, Seeburg achète également on distributeur de boisson froide de Lyon Ind. Inc..
Au début des années 1960, Seeburg rachète Choice Vend Company pour solidifier sa position dans le milieu de la distribution de boissons froides. En 1961, Seeburg achète Bally Vending Company, une entreprise qui fabrique des distributeurs de café chaud, ainsi que Qualitone Company of Minneapolis, une entreprise qui fabrique des prothèses auditives. Seeburg installe des filiales à l'étranger à Londres, Hambourg, Anvers et Rome et franchise des distributeurs indépendants à Zurich, Paris, Stockholm, Sydney, Helsinki. En 1962, Seeburg lance LP Console et Stereo Consolette. En 1963, Seeburge rachète Kinsman Manufacturing Co., Inc. et en décembre passe un accord avec Cavalier Corp. qui devient filiale du groupe. En 1964, Seeburg achète Arthur H. DuGrenier, Inc. et Williams Electronic Manufacturing Company. En août 1964, la filiale Williams achète les actifs d'exploitation de United Manufacturing Co., également un fabricant de jeux de divertissement. Sam Stern reste président de Williams. Fin 1965, Seeburg achète Kay Musical Instrument Co. et en 1966, The Gulbransen Co. et H.M. White Co. (appelé plus tard King Musical Instrument Co.). Durant cette période, Louis Nicastro devient vice-président de Seeburg.
En 1968, Seeburg est revendu à Commonwealth United, Louis Nicastro devient président. Quelques années plus tard, Commonwealth United rentre dans de très grosses difficultés financières. Nicastro, qui avait rejoint le conseil d'administration de Commonwealth United devient président et chef de la direction de Commonwealth United en 1970. Nicastro sépare Seeburg de la maison mère et fonde Seeburg Industries en décembre 1972[réf. nécessaire].
En 1974, Seeburg Industries produit le jeu vidéo Deluxe Baseball.
En 1979, Seeburg Industries fait faillite, malgré les bons résultats de Williams Electronics ; l'entreprise est scindée en deux sociétés dont Seeburg Phonograph Division mais qui coule dans l'année. En septembre 1979, Stern Electronics rachete Seeburg et les stocks, qui commercialise et produit des juke-box sous l'appellation Stern Seeburg. En 1980, Nicastro sépare Williams Electronics dont il devient président.
Stern Electronics fait faillite en 1984, lors de sa restructuration, Seeburg est revendue à une entreprise appelée The Seeburg Corporation. En 1984, d'anciens employés de Seeburg tentent de relancer le marque en créant The Seeburg Phonograph Company mais l'entreprise coule.

## Liste de jeux

### Jeu d'arcade
- Ray-O-Lite 1936
- Coon Hunt 1954

### Jeu vidéo d'arcade
- Deluxe Baseball 1974